# Ringer
Ringer fue una serie estadounidense que fue emitida por primera vez el 13 de septiembre de 2011 en la cadena The CW. Está protagonizada por Sarah Michelle Gellar, Kristoffer Polaha, Nestor Carbonell, Mike Colter y Ioan Gruffudd. En Latinoamérica, la serie fue estrenada el 17 de octubre de 2011 por Studio Universal.
El 11 de mayo de 2012 se anunció que The CW no renovaría la serie para una segunda temporada.

## Sinopsis
Dos gemelas, Bridget y Siobhan (protagonizadas por Gellar), han estado separadas los últimos seis años y sus vidas se están desmoronando a la vez. Bridget, una adicta en rehabilitación y ex-estríper, está bajo protección policial después de haber presenciado un asesinato. Consigue escapar y pide ayuda a su hermana Siobhan. Cuando parece que las dos se estaban reconciliando Siobhan aparenta un suicidio y aprovechando esta situación, Bridget se hace pasar por su hermana gemela para huir de la policía y de Bodaway, el tipo que la quiere matar por haber presenciado cómo asesinaba a una mujer. Pero Bridget pronto descubre que la aparentemente perfecta vida de su hermana gemela no es tan perfecta como parecía ser, llena de secretos y engaños y después de ser atacada por alguien que quería asesinar a su hermana.
Bridget tomando la identidad de su gemela Siobhan tendrá que ocultar su verdadera identidad a su marido Andrew y su hijastra Juliet, así como a su mejor amiga Gemma Butler y al marido de esta, Henry, con el cual tiene un affair descubriendo a su vez que está embarazada y espera un hijo tras esta relación secreta. Mientras el detective del FBI Víctor Machado intenta descubrir el paradero de Bridget, su padrino en Narcóticos Anónimos, Malcolm, se ve en problemas.

## Reparto y personajes

### Reparto principal
- Sarah Michelle Gellar como Bridget Kelly y Siobhan Martin, dos hermanas gemelas con muchos problemas.
- Kristoffer Polaha como Henry Butler, el marido de Gemma, el mejor amigo de Andrew y el amante de Siobhan.
- Ioan Gruffudd como Andrew Martin, el marido de Siobhan, padre de Juliet y el mejor amigo de Henry.
- Nestor Carbonell como Víctor Machado, un policía que busca a Bridget para que testifique en contra de Brodaway.
- Mike Colter como Malcom Ward, un ex-drogadicto amigo de Bridget.

### Personajes recurrentes
- Tara Summers como Gemma Butler, la mejor amiga de Siobhan y la mujer de Henry.
- Zahn McClarnon como Brodaway Macawi, un asesino que quiere matar a Bridget.
- Zoey Deutch como Juliet Martin, la hijastra de Siobhan y la hija de Andrew.
- Justin Bruening como Tyler, el nuevo amante de Siobhan.
- Jaime Murray como Olivia, la socia de Andrew.
- Billy Miller como Charlie, el nuevo patrocinador de Bridget y el cómplice de Siobhan.
- Jason Dohring como Mr.Carpenter, un profesor de la escuela de Juliet.
- Nicole Anderson como Monica, una amiga de Juliet.
- Gage Golightly como Tessa, una matona de la escuela de Juliet.
- Mädchen Amick como Greer Sheridan, antigua amiga de Siobhan quien conoce a Bridget en un evento de caridad.
- Andrea Roth como Catherine, exesposa de Andrew y madre de Juliet.
- Brody Hutzler como Jason Sheridan, esposo de Greer quien una vez fuera amigo cercano de Siobhan.
- Nikki DeLoach como Shaylene, la bailarina de estriptis de cuyo asesinato Bridget fue testigo.[3]

## Producción
Fue anunaciado a principios de 2011 que Sarah Michelle Gellar estelarizaría un piloto para CBS titulado Ringer. Las filmaciones del piloto comenzaron en marzo de 2011 en la ciudad de Nueva York. El piloto fue dirigido por Richard Shepard y escrito por Eric Charmelo y Nicole Snyder. Aunque el piloto fue grabado en Nueva York, Las grabaciones de la serie serían mayormente en Los Ángeles. Gellar además es la productora ejecutiva junto con Peter Traugott y Pam Veasey.
El piloto fue elegido como serie el 13 de mayo de 2011, por la cadena hermana de CBS, The CW. El 17 de mayo de 2011 se anunció que Warner Bros, fungirián como coproductores. Con la revelación de la programación de the CW 2011-12, la serie compartiría horario con 90210 y se transmitiría los martes en el horario de 9:00 p. m. Este/8:00 p. m. Centro. La cadena ordenó inicialmente 13 episodios.
La serie fue estrenada el 13 de septiembre de 2011. El 12 de octubre de 2011, la cadena ordenó una temporada completa con 22 episodios.

### Reparto
Los anuncios para escoger el elenco se hicieron en enero de 2011. La primera en ser escogida fue Sarah Michelle Gellar, a quien se le envió el script de la serie y también sirve como productora ejecutiva. Gellar interpreta a Bridget, tanto como a su hermana Siobhan Martin. Gellar dijo, "El chiste es que interpretó cinco papeles" — Bridget y Siobhan en el presente, los mismos personajes en flashbacks (del pasado), y "Shivette" (lo cual dice en su silla en el set), Bridget dentro de la serie interpreta a Siobhan.
El próximo actor en ser elegido fue Nestor Carbonell como Víctor Machado, seguido por Ioan Gruffudd y Mike Colter, Gruffudd interpretará a Andrew Martin y Colter a Malcolm Howard. Tara Summers más tarde se une al elenco como Gemma Butler, con Kristoffer Polaha siendo el último actor en ser elegido en marzo de 2011, Polaha interpretará a Henry Butler.
El 19 de julio de 2011 se reportó que Jaime Murray había sido elegida para interpretar a Olivia, socia de Andrew, quien aparecería por primera vez en el segundo episodio y luego como personaje recurrente. El 26 de julio de 2011 se anunció que Zoey Deutch interpretará a Juliet, hijastra de Siobhan e hija de Andrew. Siguiéndole Justin Bruening quien fue anunciado en agosto de 2011 que se uniría al programa como personaje recurrente llamado Tyler, como interés romántico de Siobhan. El 24 de agosto, Billy Miller fue elegido para el rol de Charlie, quien conoce a Bridget en una reunión de NA. Su personaje aparece por primera vez en el quinto episodio.
Jason Dohring fue elegido para interpretar al Sr. Carpenter, un profesor de la escuela de la hijastra de Siobhan, Juliet. Siguiéndole la estrella de Nickelodeon Gage Golightly en el personaje recurrente de Tessa, "una dura adolescente que crea problemas con Juliet (Zoey Deutch) en su nueva escuela en la ciudad". El 3 de septiembre de 2011 la estrella de Disney Nicole Anderson reveló en su Twitter que se uniría a Ringer e interpretará el rol de Monica. Mädchen Amick interpetará a Greer Sheridan, una vieja amiga de Siobhan. El 26 de octubre, se anunció que Andrea Roth fue elegida para interpretar a la exesposa de Andrew y madre de Juliet. Brody Hutzler interpretará al esposo de Greer Sheridan, Jason.

## Episodios
La primera temporada fue estrenada el 13 de septiembre de 2011. El 12 de octubre de 2011, la cadena CW ordenó una temporada completa con 22 episodios. En Latinoamérica, la serie fue estrenada el 17 de octubre de 2011 por Studio Universal. Originalmente fue emitida los lunes, siendo trasladada a los domingos a partir del 26 de febrero.
| Ep. | Título original(arriba) Título en español (abajo)                                                         | Director         | Escritor                                          | Primera emisión          | Estreno en Latinoamérica                     |
| --- | --- | ---------------- | ------------------------------------------------- | ------------------------ | -------------------------------------------- |
| 1x01 | «Pilot» ««Piloto»»                                                                                        | Richard Shepard  | Eric Charmelo & Nicole Snyder                     | 13 de septiembre de 2011 | 17 de octubre de 2011 por Studio Universal   |
| La adicta en recuperación Bridget Kelly es testigo de un homicidio al más puro estilo de la mafia. Aunque el agente del FBI Víctor Machado vela por su seguridad, ella se escapa a Nueva York para esconderse y visita a hermana gemela Siobhan Martin, de quien estaba distanciada. Siobhan está casada con Andrew Martin, un importante hombre de negocios. Cuando Siobhan desaparece misteriosamente, Bridget decide asumir la identidad de su hermana para esconderse, tanto del FBI como de la mafia, pero al hacerlo, pronto descubrirá secretos impactantes sobre la vida de su hermana gemela. | |                  |                                                   |                          |                                              |
| 1x02 | «She's Ruining Everything» ««Ella está arruinando todo»»                                                  | Rob Bailey       | Eric Charmelo & Nicole Snyder                     | 20 de septiembre de 2011 | 24 de octubre de 2011 por Studio Universal   |
| El Agente Machado opta por quedarse en Nueva York para obtener más información sobre Siobhan, que puede saber más de lo que le está diciendo. Bridget, al tratar de ocultar el cuerpo de su atacante, le confía su secreto a su padrino de NA, Malcolm; juntos, planean su escapada, pero una fiesta imprevista organizada por Andrew y su socia de negocios, Olivia, va a arruinar todo. Mientras tanto, la mejor amiga de Siobhan, Gemma, y su esposo Henry intensifican sus peleas, y Bridget inesperadamente trata de llevarse bien con la hijastra rebelde de Siobhan, Juliet. | |                  |                                                   |                          |                                              |
| 1x03 | «If You Ever Want a French Lesson» ««Si alguna vez quieres una clase de francés»»                         | Allan Arkush     | Hank Chilton                                      | 27 de septiembre de 2011 | 31 de octubre de 2011 por Studio Universal   |
| Bridget está cada vez más cerca de encontrar al asesino de Siobhan mediante el trazado de su teléfono de nuevo. Pero alguien está detrás de ella, y pronto descubrirá información comprometedora acerca de Andrew. Mientras tanto, el Agente Machado se encuentra todavía en Nueva York, cazando a Bridget, sin saber que Siobhan es Bridget. Henry y Gemma tienen otra crisis, pero esta vez con respecto a su inversión en los fondos de cobertura de Andrew. En Wyoming, Malcolm es secuestrado por el sádico gánster Bodaway Macawi, que lo tortura con el fin de localizar el paradero de Bridget. Mientras tanto, Siobhan está viva y bien, viviendo su vida y disfrutando de su libertad en París en donde se encuentra con Tyler, un banquero encantador que está trabajando para una de las empresas de Andrew. | |                  |                                                   |                          |                                              |
| 1x04 | «It's Gonna Kill Me, But I'll Do It» ««Va a matarme, pero lo haré»»                                       | Jean de Segonzac | Cathryn Humphris                                  | 4 de octubre de 2011     | 7 de noviembre de 2011 por Studio Universal  |
| Bridget, Andrew, Gemma, y Henry se dirigen a The Hamptons para celebrar el cumpleaños de Siobhan, donde Bridget refleja el pasado áspero de ella y su hermana. En París, Siobhan vuelve a las andadas, utilizando sus encantos femeninos para continuar seduciendo a Tyler más en beneficio de sus motivos ocultos para Bridget y Andrew. Mientras que el agente Machado descubre piezas cruciales de información, la situación se agrava cuando los secretos de Bridget son revelados, dejando a las consecuencias de sus mentiras en las manos de Gemma. | |                  |                                                   |                          |                                              |
| 1x05 | «A Whole New Kind of Bitch» ««Un nuevo tipo de perra»»                                                    | Janice Cooke     | Shintaro Shimosawa                                | 11 de octubre de 2011    | 14 de noviembre de 2011 por Studio Universal |
| Después de que Bridget confiesa su secreto a Gemma, ella le pide un favor a Bridget un tanto difícil. La carrera de escritor de Henry se balancea mientras que la relación de Andrew y Juliet no está mejorando. Bridget, por otra parte, conoce a un nuevo padrino de NA, Charlie, en un intento desesperado para mantenerse sobria. Mientras tanto, el cautivo Malcolm se coloca en una posición que pone a prueba su sobriedad después de que Bodaway lo fuerza a consumir heroína, en otro intento por conseguir que diga dónde está Bridget. | |                  |                                                   |                          |                                              |
| 1x06 | «The Poor Kids Do It Everyday» ««Los chicos pobres lo hacen todos los días»»                              | Jerry Levine     | Robert Doherty                                    | 18 de octubre de 2011    | 12 de diciembre de 2011 por Studio Universal |
| El Agente Machado centra su atención en Bodaway Macawi mientras investiga la desaparición de Malcolm. En Nueva York, Bridget y Henry se colocan en una situación difícil, tratando de averiguar quién asesinó a Gemma. Juliet se mete en problemas con un matón, Tessa, en su nueva escuela, pero es ayudada por su maestro, el Sr. Carpenter | |                  |                                                   |                          |                                              |
| 1x07 | «Oh Gawd, There's Two of Them?» ««¡Oh Dios!, ¿Hay dos de ellas?»»                                         | Eriq LaSalle     | Pam Veasey                                        | 1 de noviembre de 2011   | 19 de diciembre de 2011 por Studio Universal |
| Bridget se ve obligada a revelar que ella tiene una gemela a Andrew y a Henry pues la policía comienza a cuestionarla sobre la desaparición de Gemma. Ella también le pide a Charlie su ayuda en la búsqueda de Gemma. Charlie se revela como contacto Siobhan y atacante de Gemma. Mientras tanto, Malcolm se escapa de los matones de Bodaway y se dirige a Nueva York. | |                  |                                                   |                          |                                              |
| 1x08 | «Maybe We Can Get a Dog Instead» ««En vez de eso, tal vez podamos conseguir un perro»»                    | Nathan Hope      | Jay Faerber                                       | 8 de noviembre de 2011   | 9 de enero de 2012 por Studio Universal      |
| Bridget le miente a Andrew diciéndole haber tenido un aborto involuntario cuando la enfermera revela que no hay bebé. Después de coquetear con él, el Sr. Carpenter transfiere a Juliet fuera de su clase. Malcolm llega a Nueva York y se enfrenta a Machado. Tyler llega a Nueva York y se encuentra a Bridget, que él cree que es Siobhan/Cora. | |                  |                                                   |                          |                                              |
| 1x09 | «Shut Up and Eat Your Bologna» ««Cállate y come tu bologna»»                                              | Scott White      | Bob Berens                                        | 15 de noviembre de 2011  | 16 de enero de 2012 por Studio Universal     |
| Bridget se da cuenta de que se está encariñando con Andrew. La sociedad entre Henry y Andrew se afianza. Malcolm tiene dudas sobre el nuevo patrocinador de Bridget en NA, Bridget decide reunirse con la terapeuta de Siobhan, la Dra. Anabel Morris, con el fin de profundizar en la vida de su hermana. | |                  |                                                   |                          |                                              |
| 1x10 | «That's What You Get for Trying to Kill Me» ««Eso es lo que obtienes por tratar de matarme»»              | Stuart Gillard   | Eric Charmelo & Nicole Snyder                     | 29 de noviembre de 2011  | 23 de enero de 2012 por Studio Universal     |
| En Nueva York, Bridget y Malcolm descubren e informan a la policía que Charlie es el captor de Gemma. Al darse cuenta de que está cerca de ser atrapado, Charlie le dice a Siobhan que quiere el doble de su pago o de lo contrario va a matar a Gemma. Bridget y Andrew se acercan aún más, mientras que Juliet continúa coqueteando peligrosamente con su maestro, el Sr. Carpenter. En París, Siobhan está tratando de arreglar las cosas con Tyler, mientras que en Wyoming, gracias a un informante, el Agente Machado descubre que alguien en la corporación está pasando información a Bodaway. | |                  |                                                   |                          |                                              |
| 1x11 | «It Just Got Normal» ««Que ahora es más normal»»                                                          | Jeff Thomas      | Cathryn Humphris                                  | 31 de enero de 2011      | 26 de febrero de 2012 por Studio Universal   |
| Aunque la relación entre Bridget y Andrew se vuelve más íntima, Bridget se entera de la supuesta violación de Juliet, lo que la lleva a una confrontación entre ella y el señor Carpenter. Mientras tanto, desde los asesinatos de Gemma y Charlie, Siobhan ha decidido permanecer en Nueva York por un tiempo y trata de conocer más información acerca de Bridget y su vida anterior. De vuelta en Wyoming, el Agente Machado interroga a Jimmy y aprende algo de información nueva, poniéndola cubierta de Bridget como Siobhan en riesgo, y descubre algunas noticias sobre Malcolm. | |                  |                                                   |                          |                                              |
| 1x12 | «What Are You Doing Here, Ho-Bag?» ««¿Qué estás haciendo aquí, arrastrada?»»                              | Jerry Levine     | Hank Chilton                                      | 7 de febrero de 2012     | 4 de marzo de 2012 por Studio Universal      |
| Cuando Catherine, la madre de Juliet llega de visita, causa estragos en la relación de Bridget y Andrew. Además, Bridget cree que por fin ha descubierto la clave para saber más acerca de su hermana. | |                  |                                                   |                          |                                              |
| 1x13 | «It's Easy to Cry When This Much Cash is Involved» ««Es fácil llorar cuando mucho dinero está implicado»» | Guy Bee          | Shintaro Shimosawa, Eric Charmelo & Nicole Snyder | 14 de febrero de 2012    | 11 de marzo de 2012 por Studio Universal     |
| Bridget dedide aceptar ayuda para seguir los pasos de Siobahn y descubre su conexión con Charlie. El juicio de Juliet contra el Señor Carpenter es desechado cuando Tess admite que mintió, es entonces que el Señor Carpenter decide demandar a Andrew, pero él le ofrece una cuantiosa cantidad para arreglarse fuera de la corte. Más tarde, se revela que todo ha sido un plan Juliet, el Señor Carpenter y Tess para llegar al dinero de Andrew. Por otro lado, Henry es chantajeado por Olivia para que consiga que el padre de Gemma, un rico abogado se asocie con Charles/Martin. | |                  |                                                   |                          |                                              |
| 1x14 | «Whores Don't Make That Much» ««Las mujerzuelas no ganan tanto»»                                          | Janice Cooke     | Robert Doherty                                    | 21 de febrero de 2012    | 18 de marzo de 2012 por Studio Universal     |
| A raíz de sus últimas investigaciones, Bridget recibe una llamada que la hace recordar el motivo de su distanciamiento con Siobhan. Siete años atrás, se pone de manifiesto la problemática relación de Siobhan con Dylan, un exnovio que la abandonó después de que ella quedó embarazada y después de unos años quiere demostrar que ha cambiado y Bridget, quien cuidaba de Sean, su sobrino; permite que Dylan se lo lleve a pesar de la prohibición de Siobhan. Camino a casa, Dylan le pide ayuda a Bridget para ser el tutor legal de Sean, es entonces que un auto los choca, matando a Sean. En el presente, Bridget haciéndose pasar por Siobhan perdona a Dylan, entendiendo que ha sido un accidente. Malcolm ahora debe mantener un ojo sobre Henry cuando descubre que tiene una llave del departamento secreto de Siobhan. El plan de Juliet toma un camino oscuro cuando Tessa es brutalmente golpeada después de comprar un auto con el dinero de Andrew, lo que lleva a Juliet a sospechar que el responsable es el Señor Carpenter. Juliet le dice a su padre que está dispuesta a irse a vivir con su madre a Miami, para "cambiar de aires". Finalmente, se revela que Catherine es quien ideó el plan de Juliet. | |                  |                                                   |                          |                                              |
| 1x15 | «P.S. You're An Idiot» ««P.D. Eres un idiota»»                                                            | Allan Arkush     | Bob Berens                                        | 28 de febrero de 2012    | 25 de marzo de 2012 por Studio Universal     |
| Andrew renueva su petición. Además Malcolm, sospecha cada vez más de Olivia, mientras trabaja en Martin/Charles. Juliet toma una decisión que obliga a Catherine a tomar medidas drásticas. | |                  |                                                   |                          |                                              |
| 1x16 | «You're Way Too Pretty to Go to Jail» ««Eres demasiado lindo para ir a la cárcel»»                        | Joshua Butler    | Jay Faerbar & Cathryn Humphris                    | 6 de marzo de 2012       | 1 de abril de 2012 por Studio Universal      |
| El pasado del agente Machado con su informante Shaylene Briggs, es revelado, mientras que Siobhan engaña a Malcolm cuando finge ser Bridget. En París, Tyler toma algo que pertenece a Siobhan y que es un elemento clave en su plan de venganza. Henry comprende que Bridget sabe mucho más, y eso le debería y debe impedirle interferir en sus planes. | |                  |                                                   |                          |                                              |
| 1x17 | «What We Have is Worth the Pain» ««Lo que tenemos vale la pena»»                                          | Howie Deutch     | Scott Nimerfro                                    | 13 de marzo de 2012      | 8 de abril de 2012 por Studio Universal      |
| Bridget teme que algo haya pasado con Malcolm y tratando de encontrarlo visita el hotel donde él vivía y descubre, gracias a las imágenes las cámaras de seguridad, que Andrew fue la última persona que lo visitó antes de su desaparición. Durante este tiempo, Juliet descubre que alguien en su familia jugó un papel importante en el ataque a Tessa y Siobhan revela a Henry la razón por la cual se hizo pasar por muerta. | |                  |                                                   |                          |                                              |
| 1x18 | «That Woman's Never Been a Victim Her Entire Life» ««Esa mujer nunca ha sido una víctima en toda vida»»   | Scott White      | Hank Chilton                                      | 20 de marzo de 2012      | 15 de abril de 2012 por Studio Universal     |
| Después del intento de homicidio del que Bridget fue víctima, el Agente Machado se compromete a encontrar al responsable. Henry sospecha que Siobhan está involucrada en el atentado, pero ella lo niega, mientras que Bridget cree que Olivia tiene que ver en el homicidio de Tyler y en el atentado en su contra, y Andrew confiesa haberle pedido a Malcolm que se marchara. Juliet desaparece después de contarle a Bridget la verdad sobre su madre. | |                  |                                                   |                          |                                              |
| 1x19 | «Let's Kill Bridget!» ««Matemos a Bridget»»                                                               | Jerry Levine     | Jay Faerber & Bob Berens                          | 27 de marzo de 2012      | 22 de abril de 2012 por Studio Universal     |
| Bridget decide que no se sentirá segura hasta que testifique contra Macawi. Henry comienza a impacientarse con Siobhan y le da un ultimátum, mientras que el Agente Machado es suspendido por el FBI, después de golpear a un sospechoso enfrente de muchos testigos. Más tarde, tiene una idea para hacer creer a Bodaway Macawi que Bridget está muerta. El plan termina terriblemente mal y revela que Catherine quiere muerta a Siobhan. | |                  |                                                   |                          |                                              |
| 1x20 | «If You're Just an Evil Bitch Then Get Over It» ««Si sólo eres una perra maldita, entonces superalo»»     | Roger Kumble     | Cathryn Humphris                                  | 3 de abril de 2012       | 29 de abril de 2012 por Studio Universal     |
| Bidget, haciéndose pasar por Siobhan, le confiesa al Agente Machado que hace seis meses sufrió otro atentado y que pensó que el responsable era Andrew. Siobhan escucha por casualidad cuando Bridget acusa a Henry por el homicidio de Tyler y Catherine trata desesperadamente de acercarse a Andrew para matar a Siobhan. | |                  |                                                   |                          |                                              |
| 1x21 | «It's Called Improvising, Bitch!» «Se llama "improvisar", ¡perra!»                                        | Janice Cooke     | Scott Nimerfro                                    | 10 de abril de 2012      | 6 de mayo de 2012 por Studio Universal       |
| El plan de Catherine para separar a Andrew y Bridget se desmorona. El Agente Machado descubre quién ha estado intentando matar a Siobhan y el plan de Siobhan para ayudar a Henry a limpiar su nombre se vuelve en su contra cuando el testigo sobre el homicidio de Tyler, muere. | |                  |                                                   |                          |                                              |
| 1x22 | «I'm the Good Twin» «Soy la gemela buena»                                                                 | Eriq LaSalle     | Eric Charmelo & Nicole Snyder                     | 17 de abril de 2012      | 13 de mayo de 2012 por Studio Universal      |
| A medida que la ceremonia de renovación de votos se acerca, Bridget decide confesar a Andrew sobre su identidad; el Agente Machado es forzado a retirarse del caso al mismo tiempo que Macawi comienza a acercarse al paradero de Bridget. Por otra parte, Henry considera decirle la verdad a Bridget que Siobhan está sana y salva y conspirando con él para destruir la carrera de Andrew. | |                  |                                                   |                          |                                              |

## Premios y nominaciones
| Año  | Premio                            | Categoría                                                   | Nominados y Recibidos                                                      | Resultado |
| ---- | --------------------------------- | ----------------------------------------------------------- | -------------------------------------------------------------------------- | --------- |
| 2011 | Critics' Choice Television Awards | Mejor nueva Serie Excitante                                 | Ringer                                                                     | Ganador   |
| 2011 | E! Golden Tater Awards            | Show más esperado de otoño                                  | Ringer                                                                     | Ganador   |
| 2011 | EW Entertainers of the Year       | Actriz Favorita de TV                                       | Sarah Michelle Gellar                                                      | Ganadora  |
| 2012 | People's Choice Awards            | Nuevo Drama de TV Favorito                                  | Ringer                                                                     | Nominado  |
| 2012 | Virgin Media TV Awards            | Mejor Actriz                                                | Sarah Michelle Gellar                                                      | Nominado  |
| 2012 | Virgin Media TV Awards            | Mejor Drama                                                 | Ringer                                                                     | Nominado  |
| 2012 | TV.com's Best of 2011             | Favorita nuevo "Guilty Pleasure"                            | Ringer                                                                     | Nominado  |
| 2012 | NAACP Image Award                 | Mejor escritor de serie de drama                            | Pam Veasey episodio("Oh Gawd, There's Two of Them?")                       | Nominado  |
| 2012 | ICG Publicists Awards             | Maxwell Weinberg Publicists Showmanship Award in Television | Ringer (CBS Television Studios)                                            | Nominado  |
| 2012 | Pop Heart Awards (France)         | Ringer                                                      | Mejor nueva serie estadounidense                                           | Ganador   |
| 2012 | Teen Choice Awards                | Mejor Actriz de TV: Drama                                   | Sarah Michelle Gellar                                                      | Nominado  |
| 2012 | The PRISM Awards                  | Mejor Drama Series Multi-Episode Storyline – Substance Use  | Ringer (“Piloto” / “Ella está arruinando todo” / “Un nuevo tipo de perra”) | Nominado  |
| 2012 | TV Guide Fan Favorites Awards     | Favorite Guilty Pleasure                                    | Ringer                                                                     | Ganadora  |
| 2012 | Zap2it Awards                     | Mejor Actriz Playing Two Characters on One Show             | Sarah Michelle Gellar                                                      | Nominada  |
| 2012 | E! Online's Golden Remote Awards  | Espectáculo que más se va a echar de menos                  | Ringer                                                                     | Ganador   |
| 2012 | E! Online's Golden Remote Awards  | Actriz que más se va a echar de menos                       | Sarah Michelle Gellar                                                      | Ganadora  |

## Promoción
Sarah Michelle Gellar, Ioan Gruffudd y Kristoffer Polaha fueron a los 1st Critics' Choice Television Awards el 20 de junio de 2011 en el Beverly Hills Hotel para apoyar Ringer y recibir el premio de "La más excitante nueva serie".
La serie hizo su debut en el San Diego International Comi-con 2011 con miembros del elenco, Sarah Michelle Gellar, Nestor Carbonell, Ioan Gruffudd y Kristoffer Polaha. La productora ejecutiva Pam Veasey y los coproductores ejecutivos Nicole Snyder y Eric Charmelo también aparecieron. Además, Gellar protaganizó una sesión de fotos para The Hollywood Reporter titulada Comic-Con: 6 mujeres más deseadas de la TV.
Dos póster promocionales fueron revelados el 20 de junio de 2011; uno con Gellar, Carbonell, Gruffudd y Polaha y otro con Gellar solamente, ambos con la frase "La última cruzada doble". Sarah Michelle Gellar, Nestor Carbonell, Ioan Gruffudd, Kristoffer Polaha y Mike Colter asistieron al "The Television Critics Association Summer Tour" para promover Ringer. Durante el mes de agosto varios billboards de Ringer fueron colocados en Los Ángeles, Nueva York y Chicago y dos enormes espejos fueron puestos en Nueva York y Los Ángeles para permitir a los transeúntes crear la ilsuión de estar viendo sus dobles.
El 1 de septiembre de 2011, un nuevo póster promocional fue lanzado, en este se incluyó a todo el elenco. Sarah Michelle Gellar apareció en la portada de  el 2 de septiembre de 2011 de Entertainment Weekly con la frase "El Regreso (Yay!) de Sarah Michelle Gellar. Una de las estrellas más íconicas de la TV de regreso en un nuevo drama, Ringer: 'Es lo que la audiencia quiere verme hacer - es Cruel Intentions conoce a Buffy Cazavampiros’". El 7 de septiembre de 2011, Eric Charmleo, Nicole Snyder, Mike Colter y Nestor Carbonell asistieron al the Paley Fest 2011: Una fiesta para presentar los programas a estrenarse en otoño, seguido de un panel introductorio. El 10 de septiembre de 2011 todo el elenco (excepto Gellar) estuvieron en la fiesta de lanzamiento de la serie para "the CW". El 11 de septiembre de 2011, Sarah Michelle Gellar hizo la portada para The New York VUE, la revista de TV incluida cada domingo en Daily News de Nueva York, con la frase "Regreso al doble. Sarah Michelle Gellar retorna a la TV interpretando a gemelas en Ringer". El 12 de septiembre de 2011 Sarah Michelle Gellar estuvo en Late Night with Jimmy Fallon y en Regis and Kelly para promocionar el piloto. El 26 de septiembre Gellar fue invitada en Chelsea Lately para promocionar la serie y en Rachael Ray al día siguiente. El 13 de octubre Gellar fue invitada al late-night talk show de Conan.

## Índices de audiencia
El episodio piloto atrajo 2.84 millones de espectadores, un 1.2 Adultos 18-49 y 1.6 del mercado objetivo del canal, mujeres entre 18-34. Este índice de audiencia alcanzó un récord de tres años de alto índice de audiencia para The CW en el horario de los martes a las 9:00pm. El viernes luego de su debut, The CW transmitió una repetición del piloto la cual atrajo a 1.87 millones televidentes un 0.6 de Adultos entre 18-49 años.
DVR ratings para el segundo episodio incrementaron para televidentes entre 18-49 años con un índice de audiencia de 44%.

### Índices de audiencia en los Estados Unidos (por episodio)
| Episodio Temporada | Título original                                  | Fecha de emisión | Espectadores |
| ------------------ | ------------------------------------------------ | ---------------- | ------------ |
| 1x01               | Pilot                                            | 13-09-2011       | 2.84         |
| 1x02               | She's Ruining Everything                         | 20-09-2011       | 1.94         |
| 1x03               | If You Ever Want a French Lesson                 | 27-09-2011       | 1.98         |
| 1x04               | It's Gonna Kill Me, But I'll Do It               | 04-10-2011       | 1.50         |
| 1x05               | A Whole New Kind of Bitch                        | 11-10-2011       | 1.71         |
| 1x06               | The Poor Kids Do It Everyday                     | 18-10-2011       | 1.81         |
| 1x07               | Oh Gawd, There's Two of Them?                    | 01-11-2011       | 1.80         |
| 1x08               | Maybe We Can Get a Dog Instead                   | 08-11-2011       | 1.75         |
| 1x09               | Shut Up and Eat Your Bologna                     | 15-11-2011       | 1.83         |
| 1x10               | That's What You Get for Trying to Kill Me        | 29-11-2011       | 1.60         |
| 1x11               | It Just Got Normal                               | 31-01-2012       | 1.40         |
| 1x12               | What Are You Doing Here, Ho-Bag?                 | 7-02-2012        | 1.18         |
| 1x13               | It's Easy to Cry When This Much Cash is Involved | 14-02-2012       | 1.10         |
| 1x14               | Whores Don't Make That Much                      | 21-02-2012       | 1.25         |
| 1x15               | P.S. You're An Idiot                             | 28-02-2012       | 1.15         |
| 1x16               | You're Way Too Pretty to Go to Jail              | 06-03-2012       | 1.25         |
| 1x17               | What We Have is Worth the Pain                   | 13-03-12         | 1.11         |
| 1x18               | That Woman's Never Been a Victim Her Entire Life | 20-03-2012       | 1.16         |
| 1x19               | Let's Kill Bridget!                              | 27-03-2012       | 1.11         |
| 1x20               | If You're Just an Evil Bitch Then Get Over It    | 03-04-2012       | 1.05         |
| 1x21               | It's Called Improvising, Bitch!                  | 10-04-2012       | 1.10         |
| 1x22               | I'm The Good Twin                                | 17-04-2012       | 1.20         |

## Transmisiones internacionales
Sky Living transmitirá la serie en Reino Unido, Louisa Forsith, administradora de adquisiciones en BSkyB dijo sobre la serie, "Asegurar Ringer exclusivamente para Sky Living demuestra aún y nuevamente nuestro compromiso para tener lo mejor en nuestro primetime de series de Estados Unidos". La primera temporada empezó a ser transmitida desde el 29 de septiembre de 2011. En Canadá es transmitida por [Global TV]. El 20 de julio de 2011 se anunció que, Mediaset España compró los derechos de transmisión para España, iniciando su emisión en Telecinco el 14 de abril de 2012. El 25 de agosto de 2011, Television Business International anunció que French Group M6 ha renovado su programación con contenido de CBS, el cual incluye Ringer.
El 15 de abril de 2012 la serie se estrenó en España en la cadena de televisión Telecinco. El 2 de julio de 2012 la serie se estrenó en República Dominicana en la cadena de televisión Color Visión. En noviembre de 2012 se estrenó en Cuba, por Multivisión.